# Lista de honrarias da Família real britânica por país
Esta é uma lista de honrarias, condecorações e titulações recebidas por membros da Família real britânica. A lista, o entanto, não contempla membros já falecidos ou antigos monarcas.

## Honras britânicas

### Reino Unido
| Agraciado           | Data | Grau                                               | Grau                     | Condecoração                                       |
| ------------------- | ---- | -------------------------------------------------- | ------------------------ | -------------------------------------------------- |
| O Rei               | 2022 |                                                    | Soberano                 | A Mais Nobre Ordem da Jarreteira                   |
| O Rei               | 2022 | A Mais Antiga e Mais Nobre Ordem do Cardo-selvagem | Soberano                 |                                                    |
| O Rei               | 2022 | A Mais Ilustre Ordem de São Patrício               | Soberano                 |                                                    |
| O Rei               | 2022 | A Mais Honorável Ordem do Banho                    | Soberano                 |                                                    |
| O Rei               | 2022 | A Mais Distinta Ordem de São Miguel e São Jorge    | Soberano                 |                                                    |
| O Rei               | 2022 | A Mais Excelente Ordem do Império Britânico        | Soberano                 |                                                    |
| O Rei               | 2022 | Ordem de Serviços Distintos                        | Soberano                 |                                                    |
| O Rei               | 2022 | Ordem do Serviço Imperial                          | Soberano                 |                                                    |
| O Rei               | 2022 | Ordem da Estrela da Índia                          | Soberano                 |                                                    |
| O Rei               | 2022 | Ordem do Império Indiano                           | Soberano                 |                                                    |
| O Rei               | 2022 | Ordem de Burma                                     | Soberano                 |                                                    |
| O Rei               | 2022 | Real Ordem de Vitória e Alberto                    | Soberano                 |                                                    |
| O Rei               | 2022 | Ordem da Família Real do rei Jorge V               | Soberano                 |                                                    |
| O Rei               | 2022 | Ordem da Família Real da rainha Isabel II          | Soberano                 |                                                    |
| A Rainha            |      |                                                    | Dama Real                | A Mais Nobre Ordem da Jarreteira                   |
| A Rainha            |      |                                                    | Dama Crã-Cruz            | Real Ordem Vitoriana                               |
| A Rainha            | 2007 |                                                    | Membro                   | Ordem da Família Real da Rainha Isabel II          |
| A Rainha            | 2012 |                                                    | Recipiente               | Medalha do Jubileu de Diamante da Rainha Isabel II |
| A Rainha            | 2022 |                                                    | Recipiente               | Medalha do Jubileu de Platina da Rainha Isabel II  |
| A Rainha            | 2023 |                                                    | Recipiente               | Medalha da Coroação do Rei Carlos III              |
| O Príncipe de Gales |      |                                                    | Cavaleiro Real           | A Mais Nobre Ordem da Jarreteira                   |
| O Príncipe de Gales |      |                                                    | Cavaleiro Supranumerário | A Mais Antiga e Mais Nobre Ordem do Cardo-selvagem |
| O Príncipe de Gales | 2002 |                                                    | Recipiente               | Medalha do Jubileu de Ouro da Rainha Isabel II     |
| O Príncipe de Gales | 2012 |                                                    | Recipiente               | Medalha do Jubileu de Diamante da Rainha Isabel II |
| O Príncipe de Gales | 2022 |                                                    | Recipiente               | Medalha do Jubileu de Platina da Rainha Isabel II  |
| O Príncipe de Gales | 2023 |                                                    | Recipiente               | Medalha da Coroação do Rei Carlos III              |
| A Princesa de Gales | 2017 |                                                    | Membro                   | Ordem da Família Real da Rainha Isabel II          |
| A Princesa de Gales | 2019 |                                                    | Dama Grã-Cruz            | Real Ordem Vitoriana                               |
| A Princesa de Gales | 2012 |                                                    | Recipiente               | Medalha do Jubileu de Diamante da Rainha Isabel II |
| A Princesa de Gales | 2022 |                                                    | Recipiente               | Medalha do Jubileu de Platina da Rainha Isabel II  |
| A Princesa de Gales | 2023 |                                                    | Recipiente               | Medalha da Coroação do Rei Carlos III              |
| O Duque de Sussex   | 2002 |                                                    | Recipiente               | Medalha do Jubileu de Ouro da Rainha Isabel II     |
| O Duque de Sussex   | 2008 |                                                    | Recipiente               | Medalha de Serviço Operacional para o Afeganistão  |
| O Duque de Sussex   | 2012 |                                                    | Recipiente               | Medalha do Jubileu de Diamante da Rainha Isabel II |
| O Duque de Sussex   | 2022 |                                                    | Recipiente               | Medalha do Jubileu de Platina da Rainha Isabel II  |
| O Duque de Sussex   | 2023 |                                                    | Recipiente               | Medalha da Coroação do Rei Carlos III              |

## Honras estrangeiras

### Américas
| País     | Agraciado               | Data | Grau | Grau                    | Condecoração                      |
| -------- | ----------------------- | ---- | ---- | ----------------------- | --------------------------------- |
| Brasil   | O Rei                   | 1978 |      | Grã-Cruz                | Ordem Nacional do Cruzeiro do Sul |
| Chile    | A Princesa Real         | 2021 |      | Grã-Cruz                | Ordem do Mérito                   |
| Colômbia | O Rei                   | 1993 |      | Grã-Cruz Extraordinária | Ordem de Boyacá                   |
| México   | O Rei                   | 2019 |      | Faixa Especial          | Ordem da Águia Asteca             |
| México   | A Rainha                | 2019 |      | Faixa                   | Ordem da Águia Asteca             |
| México   | O Duque de Iorque       | 2019 |      | Faixa                   | Ordem da Águia Asteca             |
| México   | A Duquesa de Edimburgo  | 2019 |      | Faixa                   | Ordem da Águia Asteca             |
| México   | O Duque de Gloucester   | 2019 |      | Faixa Especial          | Ordem da Águia Asteca             |
| México   | A Duquesa de Gloucester | 2019 |      | Faixa                   | Ordem da Águia Asteca             |
| Peru     | O Príncipe de Kent      | 1994 |      | Grã-Cruz                | Ordem do Sol do Peru              |

### Ásia
| País           | Agraciado       | Data | Grau | Grau            | Condecoração                          |
| -------------- | --------------- | ---- | ---- | --------------- | ------------------------------------- |
| Arábia Saudita | O Rei           | 1987 |      | Primeira Classe | Ordem do Rei Abdalazize               |
| Barém          | O Rei           | 1986 |      | Primeira Classe | Ordem de Isa bin Salman Al Khalifa    |
| Catar          | O Rei           | 1986 |      | Colar           | Ordem de Mérito                       |
| Irão           | A Princesa Real | 1971 |      | Recipiente      | Medalha Comemorativa do Império Persa |
| Japão          | O Rei           | 1971 |      | Grande Cordão   | Ordem do Crisântemo                   |
| Japão          | A Princesa Real | 1971 |      | Grande Cordão   | Ordem da Coroa Preciosa               |